# Undervattensrestaurang
Undervattensrestaurang är en restaurang som befinner sig under vattenytan i hav. Det finns idag endast två undervattensrestauranger i hela världen: Ithaa Underwater Restaurant på Maldiverna och Red Sea Star Underwater Restaurant i Israel.  